# Чего хочет девушка
«Чего́ хо́чет де́вушка» (англ. What a Girl Wants) — кинофильм 2003 года, ремейк фильма 1958 года «Дебютантка поневоле», снятого по одноимённой пьесе.

## Сюжет
17-летняя Дафна Рейнольдс живёт замечательной жизнью, пусть и на пятом этаже без лифта в нью-йоркском Чайна-тауне. У неё есть свой уникальный стиль, прекрасные отношения с матерью Либби и будущее, полное разных возможностей. Но несмотря на всё это, она чувствует, что ей чего-то не хватает. Подрабатывая официанткой на свадьбах, где её мать обеспечивает музыкальное оформление, она всякий раз со слезами следит за традиционным танцем новобрачной с её отцом. Дафна мечтает в один прекрасный день встретиться со своим отцом, о котором знает только то, что он принадлежит к знатному английскому роду, 18 лет назад очень любил Либби, с которой познакомился на Востоке и даже сыграл свадьбу по арабскому церемониалу, мечтал по возвращении в Великобританию узаконить их отношения, но в итоге Либби оставила его, так как его семья сочла её неподходящей партией. О том, что Либби уже была беременна, он так и не узнал. Либби тоже его любила и навсегда осталась одинокой.
И вот однажды, преисполненная решимости, Дафна едет в Лондон и обнаруживает, что её отец — лорд Генри Дэшвуд, блестящий аристократ, «38-й в очереди на трон», и к тому же известный и очень успешный политик, кандидат в премьер-министры. Потрясённый Генри, по многим признакам мгновенно понявший, что к нему действительно приехала родная дочь, скрепя сердце, принимает Дафну в свой дом и свою жизнь, чем ставит под угрозу свою предвыборную кампанию. Не желая портить отцу политическую карьеру, Дафна, переборов себя, перенимает аристократический стиль и в роли дебютантки погружается в водоворот британских светских мероприятий. В этом Дафне постоянно мешают новая невеста отца Глиннис и её злая ревнивая дочь Кларисса, которым от Генри нужны только его деньги и статус. В то же время на сторону американки постепенно переходят не только весь штат прислуги во главе с дворецким, поведение Глиннис с Клариссой по отношению к которым преисполнено снобизма и граничит с хамством, но и старая леди Дэшвуд, вновь обретённая бабушка Дафны, «поумневшая» с возрастом и вдовством и пересмотревшая свои прежние взгляды на перспективы семейного счастья своего единственного сына.
Очаровательная, жизнерадостная и естественная американка неожиданно имеет большой успех в светских кругах Лондона. Однако вскоре Дафна понимает, что она не похожа на всех этих утонченных чопорных людей, и, несмотря на огромное желание стать в глазах британского истеблишмента достойной дочерью своего отца, не готова ради этого перестать быть собой. Дафна уезжает домой к матери. Подавленный её отъездом Генри в конце концов признаётся самому себе, что не только полюбил Дафну, но и никогда не переставал любить Либби. Он сворачивает свою политическую карьеру, расторгает помолвку (при этом выясняется, что Либби порвала с Дэшвудом в результате интриг отца Глиннис) и едет в Америку, чтобы вернуть свою настоящую семью — и свою дочь, и её мать.
Фильм заканчивается тем, что мать Дафны официально выходит замуж за Генри и они всей семьёй живут в его доме в Лондоне. Дафна становится подругой музыканта Яна, с которым познакомилась в Лондоне, и поступает в колледж в Оксфорде, чтобы быть рядом с ним. А Алистер, отец Глиннис, много лет работавший «около» Генри, теперь трудится гидом на экскурсионном автобусе. Лорд Дэшвуд может жениться на ком угодно — но он остаётся лордом Дэшвудом, и у человека, которому он прилюдно набил морду, нет шансов на приличное продолжение карьеры…
Последняя сцена не очень заметно, но красноречиво иллюстрирует изменения, привнесённые Дафной в стиль дома Дэшвудов: после того, как старый дворецкий Томас сервирует в саду всё для завтрака, не кто иной как бабушка Джоселин, графиня Уикомская, жестом приглашает слугу занять место за столом и присоединиться к семейной трапезе.

## В ролях
| Актёр          | Роль |
| -------------- | --- |
| Аманда Байнс   | Дафна Рейнольдс |
| Келли Престон  | Либби Рейнольдс, мать Дафны, певица на свадьбах                                                                           |
| Колин Фёрт     | лорд Генри Дэшвуд, отец Дафны, английский аристократ и политик, в конце фильма - муж Либби                                |
| Оливер Джеймс  | Ян Уоллес, парень Дафны, музыкант, имеет несколько мест работы                                                            |
| Анна Чанселлор | Глиннис Пэйн, невеста Генри                                                                                               |
| Джонатан Прайс | Алистер Пэйн, главный антагонист фильма, многолетний помощник Генри и отец Глиннис. В конце фильма работает экскурсоводом |
| Кристина Коул  | Кларисса Пэйн, дочь Глиннис                                                                                               |
| Эйлин Аткинс   | леди Джоселин Дэшвуд, графиня Уиком, мать Генри и бабушка Дафны                                                           |